# Domarin
Domarin est une commune française située dans le département de l'Isère, en région Auvergne-Rhône-Alpes.
La commune qui comptait 1 608 habitants en 2016, appartient à l'unité urbaine de Bourgoin-Jallieu, troisième agglomération du département avec plus de 57 000 habitants en 2013, ainsi qu'à la communauté d'agglomération Porte de l'Isère, toutes les deux positionnées dans l'aire urbaine de Lyon.
Ses habitants sont appelés les Domarinois.

## Géographie

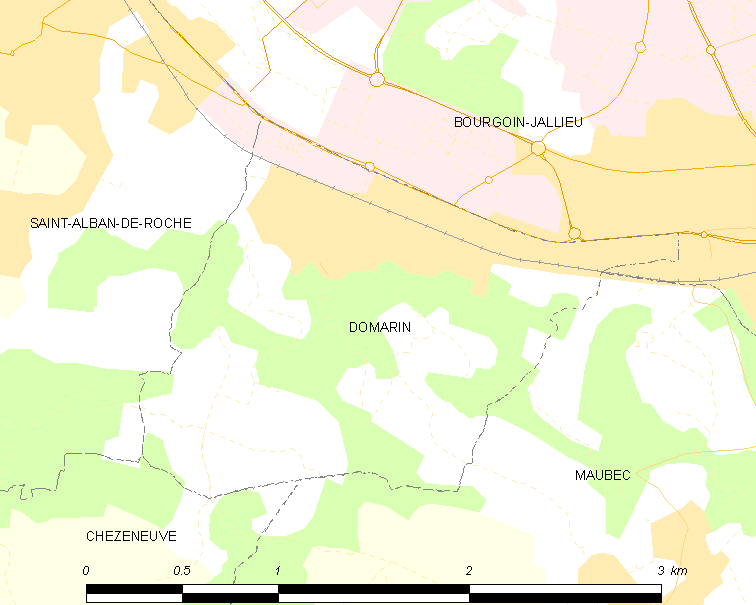
Plan de Domarin et des communes limitrophes.

### Situation et description
Le territoire de Domarin se situe dans la partie septentrionale du département de l'Isère à quelques minutes, en voiture ou par les transports en commun du centre-ville de Bourgoin-Jallieu, commune et principal centre urbain de la région qui marque la limite nord de son territoire et avec laquelle elle partage l'importante zone d'activité de la Maladière.
Le centre-ville (bourg de Domarin) se situe (par la route) à 40 km du centre de Lyon, préfecture de la région Auvergne-Rhône-Alpes et à 72 km de Grenoble, préfecture du département de l'Isère, ainsi qu'à 347 km de Marseille et 510 km de Paris.

### Géologie
Domarin se situe entre la plaine de Lyon et la bordure occidentale du plateau du Bas-Dauphiné qui recouvre toute la partie iséroise où il n'y a pas de massifs montagneux. Le plateau se confond donc avec la micro-région du Terres froides, secteur qui est essentiellement composé de collines de basse ou moyenne altitude et des longues vallées et plaines. L'ouest de ce secteur correspond à la plaine lyonnaise.
Les glaciations qui se sont succédé au cours du Quaternaire sont à l'origine du modelé actuel de la plaine, les produits antéglaciaires restant profondément enfouis sous les dépôts d'alluvions liés à l'écoulement des eaux lors de la fonte des glaces.

### Hydrographie
Excepté le modeste ruisseau de la Maladière, aucun cours d'eau notable ne traverse le territoire communal.

### Climat
Pour des articles plus généraux, voir Climat d'Auvergne-Rhône-Alpes et Climat de l'Isère.
En 2010, le climat de la commune est de type climat océanique altéré, selon une étude du Centre national de la recherche scientifique s'appuyant sur une série de données couvrant la période 1971-2000. En 2020, Météo-France publie une typologie des climats de la France métropolitaine dans laquelle la commune est exposée à un climat de montagne ou de marges de montagne et est dans une zone de transition entre les régions climatiques « Moyenne vallée du Rhône » et « Alpes du nord ».
Pour la période 1971-2000, la température annuelle moyenne est de 11,9 °C, avec une amplitude thermique annuelle de 17,5 °C. Le cumul annuel moyen de précipitations est de 1 028 mm, avec 10,4 jours de précipitations en janvier et 6,8 jours en juillet. Pour la période 1991-2020, la température moyenne annuelle observée sur la station météorologique de Météo-France la plus proche, « Bourgoin », sur la commune de Bourgoin-Jallieu à 3 km à vol d'oiseau, est de 12,4 °C et le cumul annuel moyen de précipitations est de 844,0 mm,. Pour l'avenir, les paramètres climatiques de la commune estimés pour 2050 selon différents scénarios d'émission de gaz à effet de serre sont consultables sur un site dédié publié par Météo-France en novembre 2022.

### Voies de communication

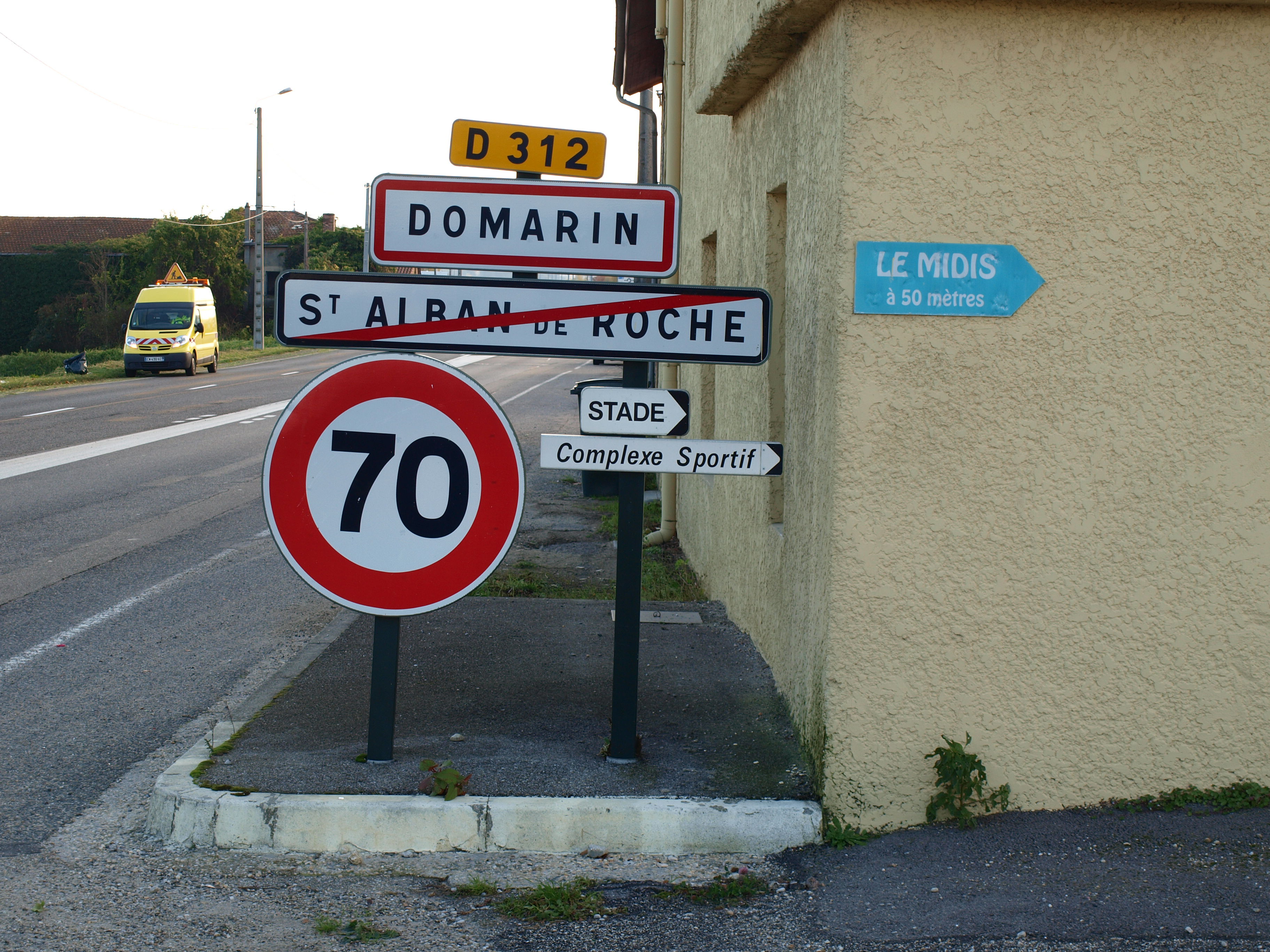
Entrée de Domarin sur la RD 312.

Autrefois bordée par l'ancienne RN 6, reclassée en route départementale, puis déviée hors de son territoire, la commune de Domarin est traversée par deux routes d'importance secondaire :
- la RD 312 (ancien tracé de la RN 6) qui traverse la zone d'activité de la Maladière et qui relie la commune de L'Isle d'Abeau à celle de Bourgoin-Jallieu
- la RD 124d qui traverse le bourg et relie le rond-point de Maladière (jonction avec la RD 1006) à la commune de Chezeneuve.

L'entrée d'autoroute la plus proche (A43 qui permet de relier la commune à Lyon et à Chambéry) est située à moins de trois kilomètres du bourg :
 7 : L'Isle-d'Abeau-centre, Morestel, Bourgoin-Jallieu-Ouest, Crémieu, L'Isle-d'Abeau-Les Sayes

### Transports publics

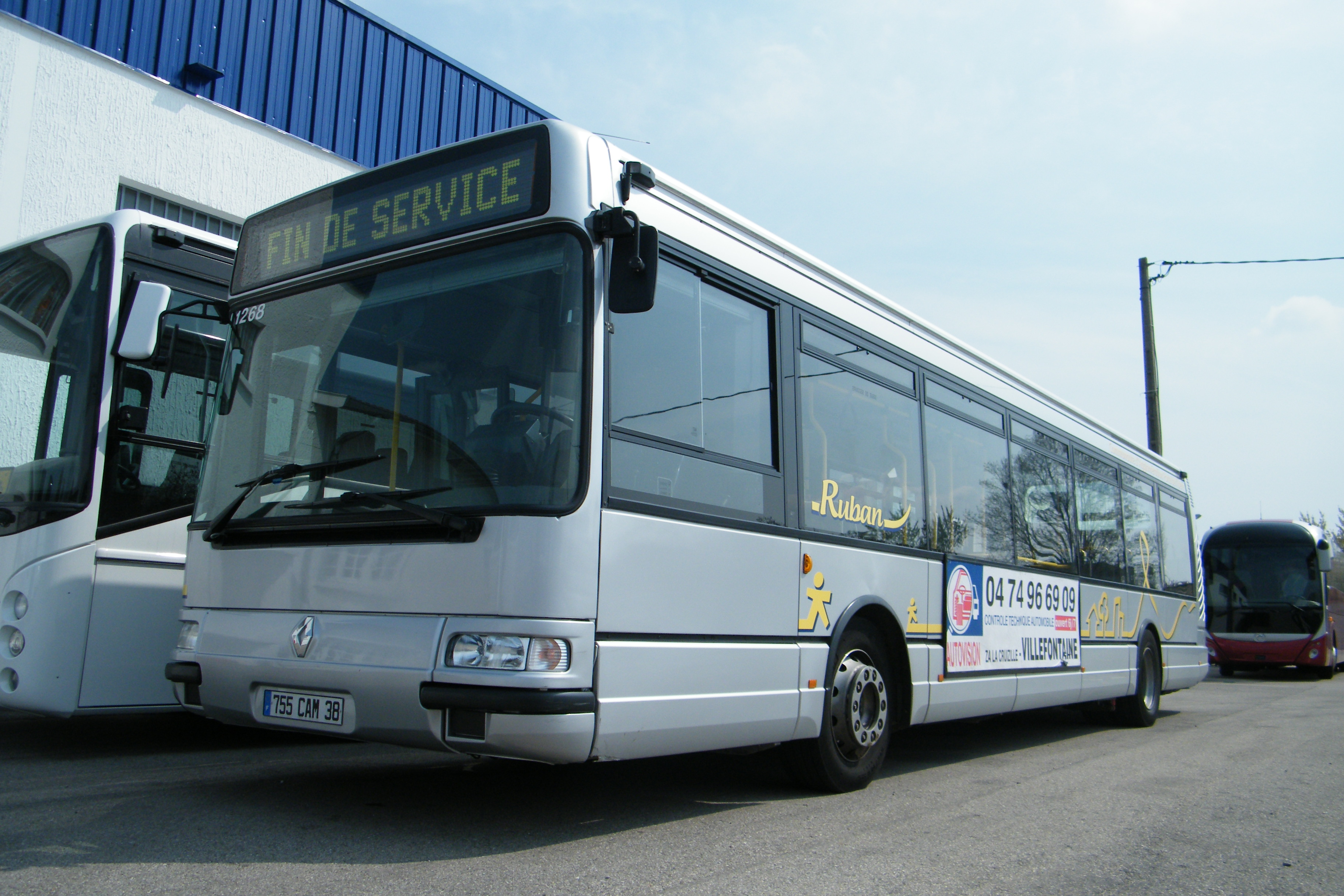
Autobus du réseau Ruban.

Localement, l'agglomération de Bourgoin-Jallieu et la CAPI sont desservies par le réseau de bus dénommé « Ruban », réparti en neuf lignes urbaines et des services de transport à la demande, dont un dessert le territoire communal :
- Zone B : Chèzeneuve - Crachier - Four - Saint-Alban-de-Roche - Domarin - Maubec ↔ Bourgoin-Jallieu.

## Urbanisme

### Typologie
Au 1er janvier 2024, Domarin est catégorisée ceinture urbaine, selon la nouvelle grille communale de densité à sept niveaux définie par l'Insee en 2022.
Elle appartient à l'unité urbaine de Bourgoin-Jallieu, une agglomération intra-départementale regroupant neuf  communes, dont elle est une commune de la banlieue,,. Par ailleurs la commune fait partie de l'aire d'attraction de Lyon, dont elle est une commune de la couronne,. Cette aire, qui regroupe 397 communes, est catégorisée dans les aires de 700 000 habitants ou plus (hors Paris),.

### Occupation des sols
L'occupation des sols de la commune, telle qu'elle ressort de la base de données européenne d’occupation biophysique des sols Corine Land Cover (CLC), est marquée par l'importance des territoires agricoles (36,5 % en 2018), en diminution par rapport à 1990 (41,7 %). La répartition détaillée en 2018 est la suivante : 
zones agricoles hétérogènes (36,5 %), forêts (32 %), zones urbanisées (28,1 %), zones industrielles ou commerciales et réseaux de communication (3,4 %). L'évolution de l’occupation des sols de la commune et de ses infrastructures peut être observée sur les différentes représentations cartographiques du territoire : la carte de Cassini (XVIIIe siècle), la carte d'état-major (1820-1866) et les cartes ou photos aériennes de l'IGN pour la période actuelle (1950 à aujourd'hui).

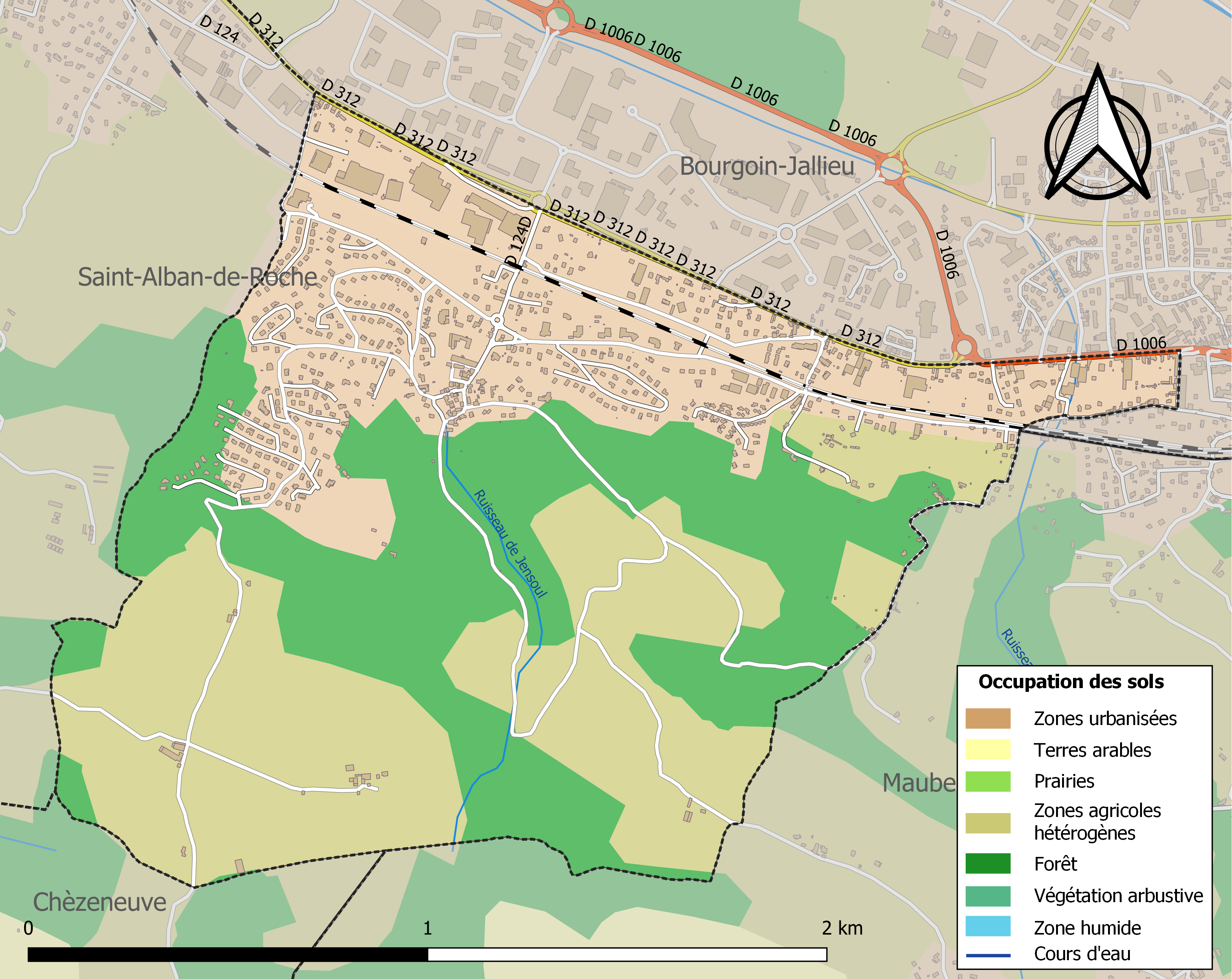
Carte des infrastructures et de l'occupation des sols de la commune en 2018 (CLC).

### Hameaux, lieux-dits et écarts
Voici, ci-dessous, la liste la plus complète possible des divers hameaux, quartiers et lieux-dits résidentiels urbains comme ruraux qui composent le territoire de la commune de Domarin, présentés selon les références toponymiques fournies par le site géoportail de l'Institut géographique national. 
| - la Maladière (Zone d'activité) - Tireluc - la Croze | - le Reytière - les Blaches - le Fabre | - la Radière - les Pallud - le Plansonnet |

### Risques naturels

#### Risques sismiques
La totalité du territoire de la commune de Domarin est situé en zone de sismicité n°3 (sur une échelle de 1 à 5), comme la plupart des communes de son secteur géographique.
| Type de zone | Niveau            | Définitions (bâtiment à risque normal) |
| ------------ | ----------------- | -------------------------------------- |
| Zone 3       | Sismicité modérée | accélération = 1,1 m/s2                |

## Histoire

### Préhistoire et antiquité
Le secteur actuel de la commune de Domarin se situe à l'ouest du territoire antique des Allobroges, ensemble de tribus gauloises occupant l'ancienne Savoie, ainsi que la partie du Dauphiné, située au nord de la rivière Isère.

### Moyen Âge et Temps modernes
Entre la période médiévale et la fin de l’Ancien Régime, Domarin est placé sous la dépendance de la baronnie de Maubec. Un des seigneur, Aymar de Beauvoir, vassal des barons de Maubec, occupait la maison forte construite au XVe siècle et qui fut détruite pendant la Révolution française.

### Époque contemporaine
En 1801, Domarin, qui comptait 321 habitants, se détache de Maubec afin d'être érigée en commune.

## Politique et administration

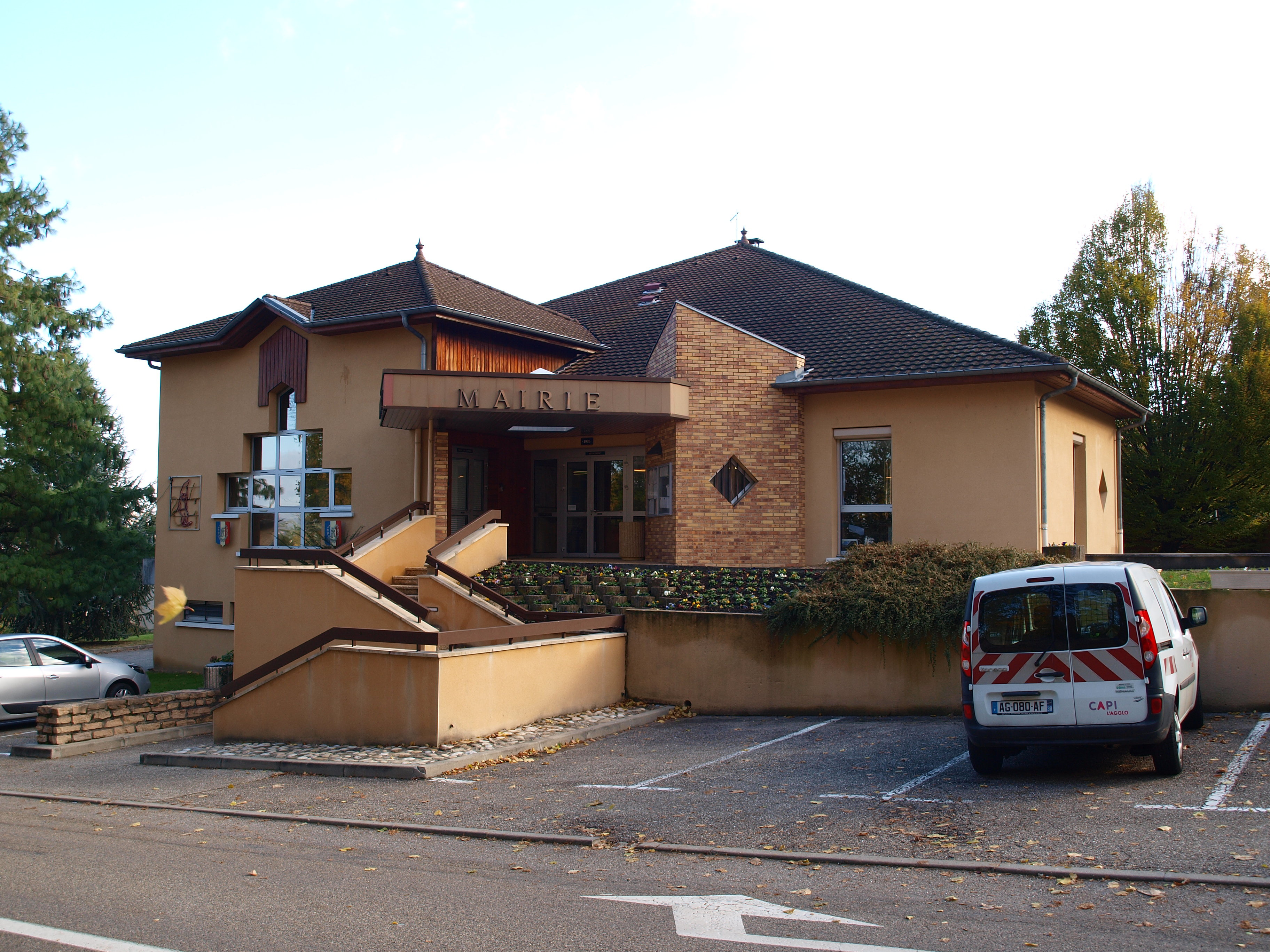
Mairie de Domarin.

### Administration municipale
En 2019, le conseil municipal de Domarin compte quinze membres (huit hommes et sept femmes) dont un maire, quatre adjoints au maire, deux conseillers délégués et neuf conseillers municipaux.

### Liste des maires
| Période                                  | Période    | Identité             | Étiquette | Qualité |
| ---------------------------------------- | ---------- | -------------------- | --------- | ------- |
| mars 1977                                | avril 2014 | Jean-Pierre Augustin | SE-DVG    |         |
| avril 2014                               | En cours   | Alain Mary           | DVG       | Cadre   |
| Les données manquantes sont à compléter. |            |                      |           |         |

### Tendances politiques et résultats
| Scrutin             | Scrutin             | 1er tour | 1er tour | 1er tour | 1er tour | 1er tour  | 1er tour | 1er tour | 1er tour | 1er tour | 1er tour | 1er tour | 1er tour | 2d tour | 2d tour | 2d tour | 2d tour | 2d tour | 2d tour |
| Scrutin             | Scrutin             | 1er      | 1er      | %        | 2e       | 2e        | %        | 3e       | 3e       | %        | 4e       | 4e       | %        | 1er     | 1er     | %       | 2e      | 2e      | %       |
| ------------------- | ------------------- | -------- | -------- | -------- | -------- | --------- | -------- | -------- | -------- | -------- | -------- | -------- | -------- | ------- | ------- | ------- | ------- | ------- | ------- |
| Présidentielle 2017 | Présidentielle 2017 |          | EM       | 26,31    |          | FN        | 24,70    |          | LR       | 18,27    |          | LFI      | 15,26    |         | EM      | 63,58   |         | FN      | 36,42   |
| Présidentielle 2022 | Présidentielle 2022 |          | LREM     | 30,73    |          | RN        | 24,46    |          | LFI      | 14,49    |          | REC      | 6,89     |         | LREM    | 61,12   |         | RN      | 38,88   |
| Législatives 2022   | 10e                 |          | Ren-Ens  | 35,00    |          | LFI-Nupes | 19,66    |          | RN       | 18,79    |          | LR       | 12,93    |         | Ren     | 63,69   |         | RN      | 36,31   |
| Législatives 2024   | 10e                 |          | RN       | 35,77    |          | Ren-Ens   | 30,71    |          | LFI-NFP  | 21,48    |          | LR       | 10,24    |         | RN      | 52,77   |         | LFI     | 47,23   |

## Population et société

### Démographie
L'évolution du nombre d'habitants est connue à travers les recensements de la population effectués dans la commune depuis 1800. Pour les communes de moins de 10 000 habitants, une enquête de recensement portant sur toute la population est réalisée tous les cinq ans, les populations de référence des années intermédiaires étant quant à elles estimées par interpolation ou extrapolation. Pour la commune, le premier recensement exhaustif entrant dans le cadre du nouveau dispositif a été réalisé en 2007.

En 2022, la commune comptait 1 670 habitants, en évolution de +3,86 % par rapport à 2016 (Isère : +3,07 %, France hors Mayotte : +2,11 %).
| 1800 | 1806 | 1821 | 1831 | 1836 | 1841 | 1846 | 1851 | 1856 |
| ---- | ---- | ---- | ---- | ---- | ---- | ---- | ---- | ---- |
| 321  | 328  | 400  | 434  | 407  | 415  | 415  | 388  | 344  |

| 1861 | 1866 | 1872 | 1876 | 1881 | 1886 | 1891 | 1896 | 1901 |
| ---- | ---- | ---- | ---- | ---- | ---- | ---- | ---- | ---- |
| 329  | 323  | 300  | 307  | 291  | 323  | 381  | 342  | 361  |

| 1906 | 1911 | 1921 | 1926 | 1931 | 1936 | 1946 | 1954 | 1962 |
| ---- | ---- | ---- | ---- | ---- | ---- | ---- | ---- | ---- |
| 326  | 338  | 340  | 402  | 504  | 488  | 505  | 516  | 553  |

| 1968 | 1975 | 1982  | 1990  | 1999  | 2006  | 2007  | 2012  | 2017  |
| ---- | ---- | ----- | ----- | ----- | ----- | ----- | ----- | ----- |
| 610  | 846  | 1 253 | 1 382 | 1 428 | 1 414 | 1 412 | 1 431 | 1 661 |

| 2022  | - | - | - | - | - | - | - | - |
| ----- | - | - | - | - | - | - | - | - |
| 1 670 | - | - | - | - | - | - | - | - |

### Enseignement
La commune est rattachée à l'académie de Grenoble.

### Médias
Historiquement, le quotidien à grand tirage Le Dauphiné libéré consacre, chaque jour, y compris le dimanche, dans son édition du Nord-Isère, un ou plusieurs articles à l'actualité du canton, de la communauté de communes et quelquefois de la commune, ainsi que des informations sur les éventuelles manifestations locales, les travaux routiers, et autres événements divers à caractère local.

### Cultes

#### Culte catholique
La communauté catholique de Domarin dépend de la paroisse Saint-François d'Assise qui recouvre vingt communes et vingt-trois églises. La paroisse est organisée en sept relais, celle de Domarin porte le nom de Domarin‐St.Alban-Trois Vallons. La paroisse est rattachée au diocèse de Grenoble-Vienne.

## Économie
La zone d'activité du Parc de la Maladière (EPIDA), située en grande partie sur le territoire de la commune de Bourgoin-Jallieu comprend quelques sites sur le territoire de Domarin (partie sud du parc et de l'ancienne route de Lyon).
Les sièges (ou des unités de production ) de grandes entreprises telles que Nuance Groupe, Burban Palettes et Puig sont installées dans cette zone, à Domarin.

## Culture et patrimoine

### Lieux et monuments

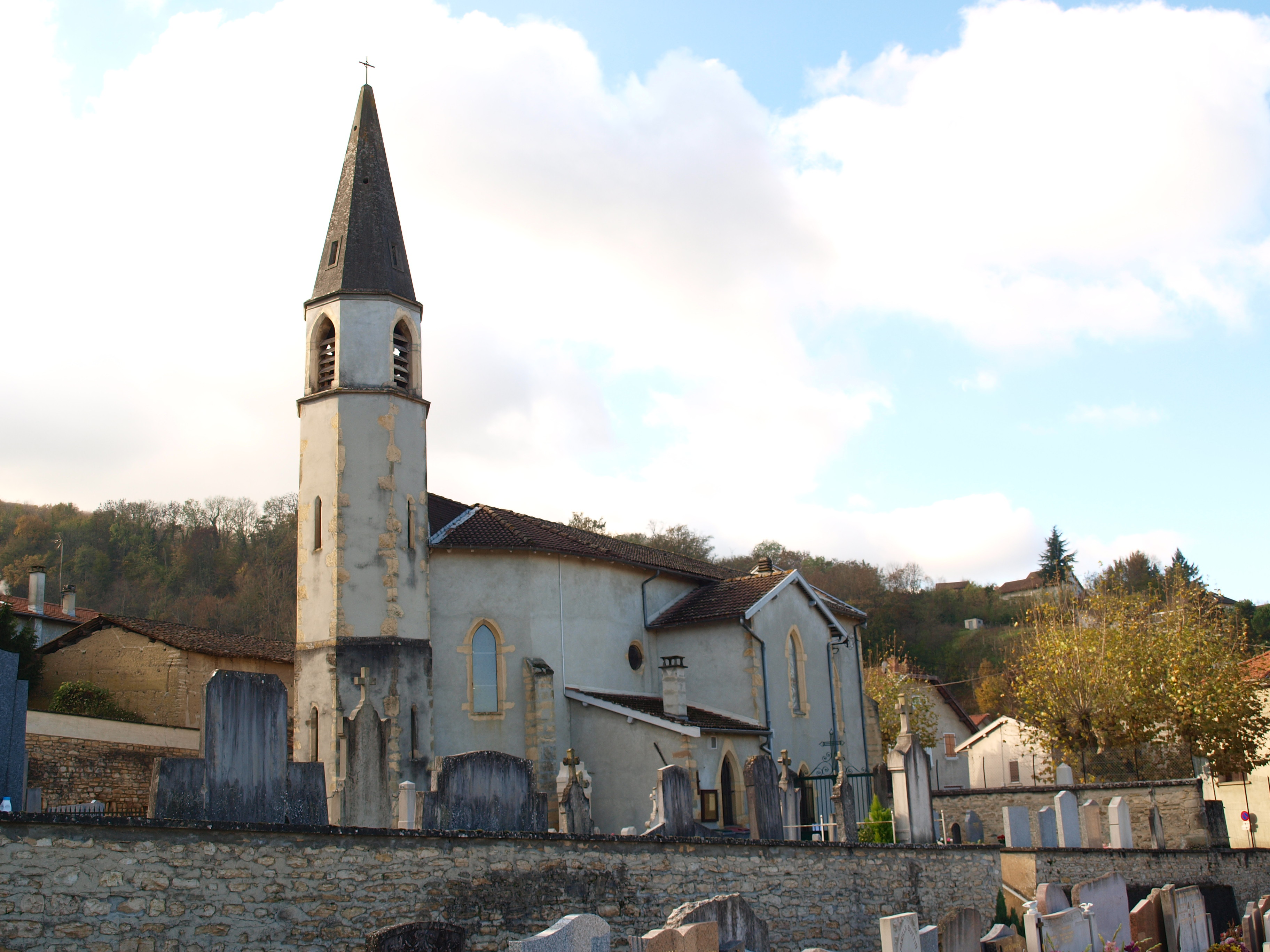
L'église.

#### L'égliseSaint-Rochde Domarin
Il s'agit d'une petite église entourée du cimetière communal. Celle-ci est formée d'une courte nef avec deux travées, construite peu de temps avant la Révolution française.

#### Le château de Domarin
L'édifice, à l'origine propriété de la famille de Neyrieu, vieille noblesse d’épée du Bugey, est situé en contrebas du bourg, se présente comme un corps de logis rectangulaire. Celui-ci surmonté de deux toitures en pavillon, dissymétriques et séparées par un clocheton constitué de bois et de zinc, élevé sur quatre niveaux. L'arrière du bâtiment présente une cour qui s'insère entre une aile en retour et les dépendances du château,.

#### Autres monuments
- Le monument aux morts est situé sur une petite place à proximité de l’église et du cimetière, dominant l’avenue du Bourg.
- La Croix Saint-Roch, située dans la montée de la Reytière à la sortie du village en direction de Maubec

### Personnalités liées à la commune
- Julien Chabert (1905-1978), résistant français, Compagnon de la Libération, a passé la fin de sa vie à Domarin et y est inhumé.
- Christian Frizon ancien joueur de rugby du CSBJ.